# Triaenodes manni
Triaenodes manni är en nattsländeart som beskrevs av Banks 1936. Triaenodes manni ingår i släktet Triaenodes och familjen långhornssländor. Inga underarter finns listade i Catalogue of Life.